# Gullsjön, Gästrikland
Gullsjön är en sjö i Sandvikens kommun i Gästrikland och ingår i Gavleåns huvudavrinningsområde. Sjön är 3,6 meter djup, har en yta på 0,0615 kvadratkilometer och är belägen 115,2 meter över havet.

## Delavrinningsområde
Gullsjön ingår i det delavrinningsområde (673185-154109) som SMHI kallar för Mynnar i Ginsjöbäcken. Medelhöjden är 124 meter över havet och ytan är 12,47 kvadratkilometer. Det finns inga avrinningsområden uppströms utan avrinningsområdet är högsta punkten. Vattendraget som avvattnar avrinningsområdet har biflödesordning 4, vilket innebär att vattnet flödar genom totalt 4 vattendrag innan det når havet efter 55 kilometer. Avrinningsområdet består mestadels av skog (77 procent). Avrinningsområdet har 0,19 kvadratkilometer vattenytor vilket ger det en sjöprocent på 1,5 procent.